# Bill Hayes
Pour les articles homonymes, voir Hayes.
William Ernest Hayes (né le 24 octobre 1957 à Cheverly, Maryland, États-Unis) est un ancien joueur de baseball professionnel. Membre du personnel d'instructeurs des Giants de San Francisco depuis 2003, il est leur instructeur de premier but depuis la saison 2015.
Bill Hayes a joué dans la Ligue majeure de baseball comme receveur avec les Cubs de Chicago en 1980 et 1981.

## Carrière de joueur
Joueur des Sycamores de l'université d'État de l'Indiana, Bill Hayes est réclamé au premier tour par les Cubs de Chicago et est le 13e athlète sélectionné au total par un club du baseball majeur au repêchage amateur de juin 1978. Sa carrière professionnelle est essentiellement jouée en ligues mineures de 1978 à 1987 avec des clubs affiliés aux Cubs, à l'exception d'une année 1986 passée avec les Royals d'Omaha, le club-école des Royals de Kansas City. Il ne joue que 5 parties dans le baseball majeur avec les Cubs : 4 à la fin septembre 1980 et une autre en septembre 1981. En 9 passages au bâton, il réussit un simple et un double.

## Carrière d'entraîneur
Après sa carrière de joueur, Hayes entreprend une carrière de manager au sein des clubs affiliés aux Cubs de Chicago en ligues mineures. Il dirige leurs clubs-écoles de 1988 à 1993 avant de se retrouver à la barre d'équipe mineures des Rockies du Colorado de 1994 à 1997, puis en 1999. En 1998, Hayes est l'instructeur de l'enclos de relève dans les majeures avec Colorado.
Il rejoint l'organisation des Giants de San Francisco en 2000. Après trois années à diriger des clubs de ligues mineures, il rejoint le personnel d'instructeurs du club majeur, dont il est le receveur dans l'enclos de relève de 2003 à 2014. Hayes est membre du club lors de leurs trois victoires en Série mondiale : celles de 2010, 2012 et 2014. À la suite du départ de l'instructeur de troisième but Tim Flannery après les séries éliminatoires de 2014, les Giants font passer Roberto Kelly du premier but à l'ancien poste de Flannery, et Hayes s'installe comme instructeur au premier coussin.